# Karriol

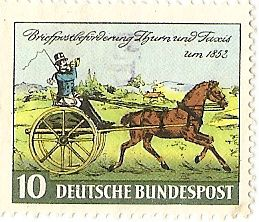
Postillon auf einem Karriol

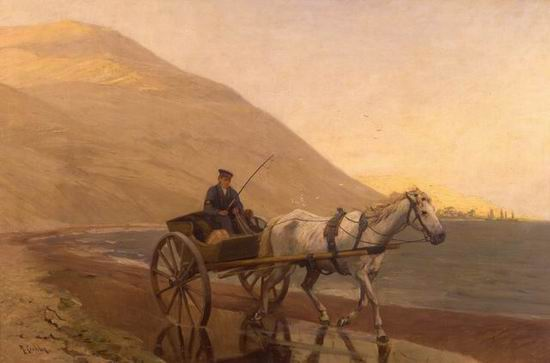
Richard Eschke: Karriol-Post von Nidden

Das Karriol (auch Kariol, die Karriole, veraltet: Karjole; aus dem Französischen carriole, ein Diminutiv vom keltischen carrus = Karren) ist ein Halbwagen, ein leichtes, einachsiges Fuhrwerk, auf dem neben dem Kutscher noch ein bis zwei Personen Platz haben.
Der Wagenkorb wird mancherorts als Benne bezeichnet.
Karriolpost (andernorts: Karrenpost) oder Karriolpostwagen nannte man einen ein- oder zweiachsigen Briefpostwagen mit herunterklappbarem Verdeck, der auch Personen befördern durfte. Er wurde von einem Pferd gezogen und für Nebenstrecken, beispielsweise im Preußischen Postwesen, eingesetzt. Ab 1860 bestand dort ein großes Netz von Karriolverbindungen insbesondere im Bereich der ostpreußischen Oberpostdirektion Gumbinnen. Zwischen 1846 und 1911 wurden auch Karriolpostwagen im Landkreis Würzburg eingerichtet.